# Марк Минуций Руф (консул 110 года до н. э.)
Марк Мину́ций Руф (лат. Marcus Minucius Rufus; умер после 106 года до н. э.) — древнеримский политический и военный деятель из знатного плебейского рода Минуциев Руфов, консул 110 года до н. э.

## Биография
Не позднее 113 года до н. э. Марк занимал должность претора. В 110 году он был избран консулом вместе со Спурием Постумием Альбином и получил в качестве провинции Македонию. В течение своего консулата и последующих четырёх лет Минуций вёл успешную военную кампанию против варварских племён Фракии. По возвращении в Рим в 106 году он отпраздновал триумф за победы над скордисками и трибаллами. Память о своём триумфе он увековечил постройкой портика Минуция на Марсовом поле между Цирком Фламиния и Тибром.